# Dresdens flygplats
Dresdens flygplats (tyska: Flughafen Dresden) är en flygplats i Sachsen i Tyskland, belägen cirka 10 km nordöst om Dresdens innerstad i stadsdelen Klotzsche. Under terminalbyggnaden finns en järnvägsstation varifrån direkttåg går till Dresden Hauptbahnhof.

## Historia
Flygplatsen anlades 1935 som civil flygplats, men under andra världskriget blev den en militärflygplats. Efter krigets slut togs flygplatsen över av Sovjetunionens krigsmakt. Men 1957 öppnade den åter för civilt trafikflyg. Flygplatsen spelade en viktig roll i augusti 2002 när floden Elbe svämmade över och lade stora delar av innerstaden under vatten. Patienter som hade evakuerats från sjukhus i stadens centrum kunde flygas ut från flygplatsen som är högre belägen än själva staden. 

## Flygbolag och destinationer
| Flygbolag                                       | Destinationer                                         |
| ----------------------------------------------- | ----------------------------------------------------- |
| Aeroflot                                        | Moskva                                                |
| Air VIA                                         | Charter: Burgas, Varna                                |
| CityJet                                         | London City Airport                                   |
| Condor                                          | Säsong: Heraklion, Kos, Rhodos (alla börjar maj 2015) |
| easyJet Switzerland                             | Basel                                                 |
| Freebird Airlines                               | Charter:Antalya                                       |
| Lufthansa                                       | Frankfurt                                             |
| Lufthansa Regional (Körs av Lufthansa CityLine) | München                                               |
| Nouvelair Tunisie                               | Charter:Djerba, Enfidha                               |
| Tunisair                                        | Charter: Enfidha                                      |
| Vueling Airlines                                | Barcelona                                             |
| UTair Aviation                                  | Moskva (Vnukovo)                                      |
| Yakutia Airlines                                | Krasnodar                                             |